# Budova vlády Kosova
Budova vlády Kosova se nachází v centru hlavního města Kosova, Prištiny.

## Historie
Budova byla vyprojektována v roce 1972 týmem architektů v složení Milan Tomić a Milan Pavlović a kanceláří Invest-biro původně pro oblastní banku Banka Kosova/Banka e Kosovës. Její vznik garantovala ústava z roku 1974. Stavební práce probíhaly v letech 1975 až 1978. Stavební firmou, která realizovala objekt, byla společnost Ramiz-Sadiku z Prištiny, stejná, která vybudovala i Palác mládeže a sportu.
Budova však nebyla postavena ve svém původně zamýšleném návrhu. Vyprojektovány byly původně dvě věže; vznikla ta, která je přivrácená k Bulváru Matky Terezy, druhá, která by byla orientována směrem k budově kosovského parlamentu, nakonec postavena nebyla. Obě věže měly mít celkem třináct pater. Fasáda budovy byla rozčleněna tak, aby byl rozbit pocit jedné souvislé plochy.
Během války v Kosovu byla budova těžce poškozena. Později byla předána správě UNMIK a po roce 2008 začala sloužit kosovské vládě. Budova byla kompletně rekonstruována.